# Markku Uusipaavalniemi
Markku Juhani Uusipaavalniemi (ur. 23 listopada 1966 w Karkkila) – praworęczny fiński curler i polityk, brat Jussiego Uusipaavalniemi. Curling uprawia od 1982. Mieszka w Hyvinkää. Wielokrotny skip reprezentacji kraju.
W przeszłości uprawiał także pesäpallo ("fiński baseball") i nurkowanie. Na co dzień zarządza halą curlingową w Oulunkylä. W 2007 roku został wybrany do fińskiego parlamentu z ramienia Partii Centrum.
W 2008 był trenerem polskiej drużyny curlingowej Media Curling Team z Warszawy. W sezonie 2009/2010 był selekcjonerem kobiecej reprezentacji Polski.

## Drużyna

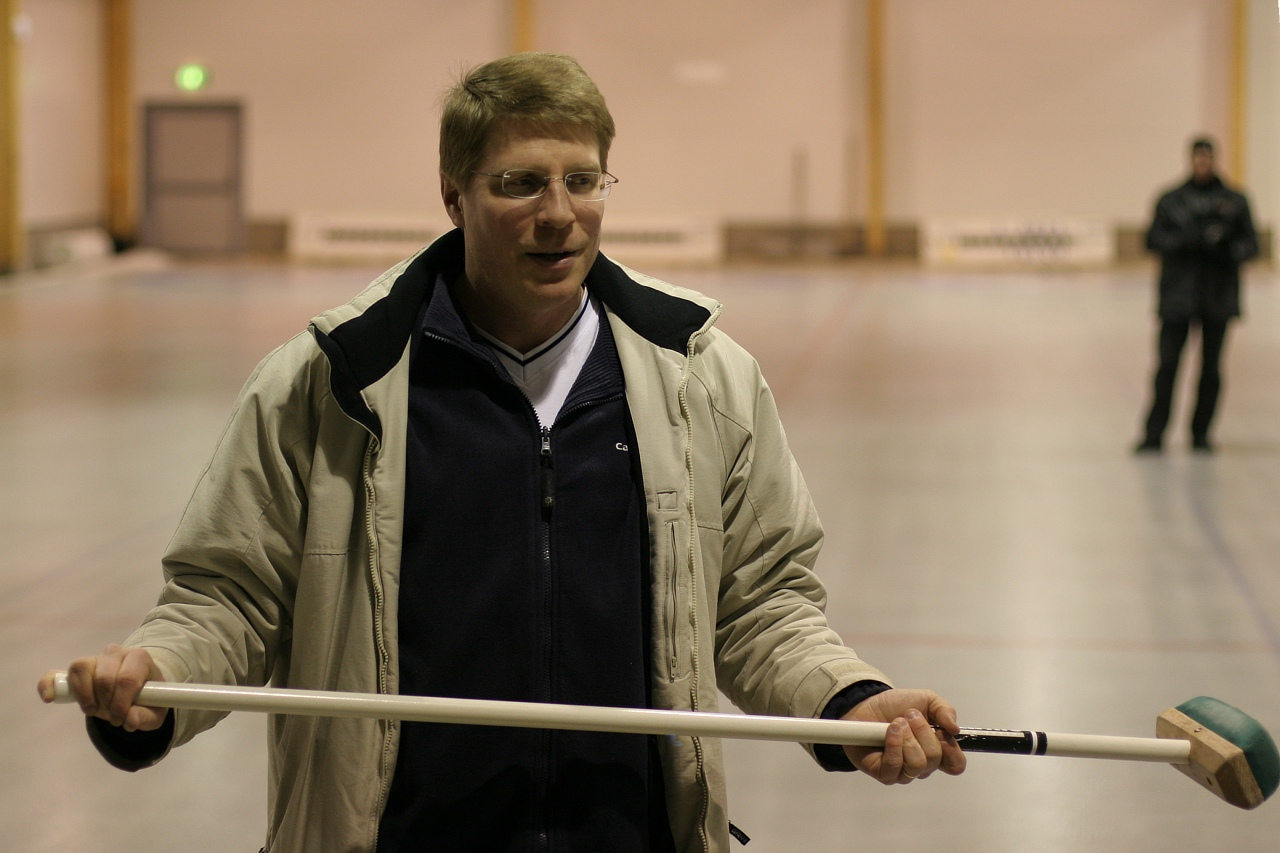
Markku Uusipaavalniemi na lodowisku

W sezonie 2011/2012:
- Toni Anttila
- Kasper Hakunti
- Joni Ikonen

Dawni zawodnicy:
- Kalle Kiiskinen
- Jani Sullanmaa
- Teemu Salo
- Jari Rouvinen